# 直江津駅リンチ殺人事件
直江津駅リンチ殺人事件（なおえつえきリンチさつじんじけん）は、1945年（昭和20年）12月29日に新潟県中頸城郡直江津町（現：上越市）の国鉄信越本線（現：えちごトキめき鉄道妙高はねうまライン）直江津駅で発生した朝鮮人による殺人事件である。

## 事件の概要

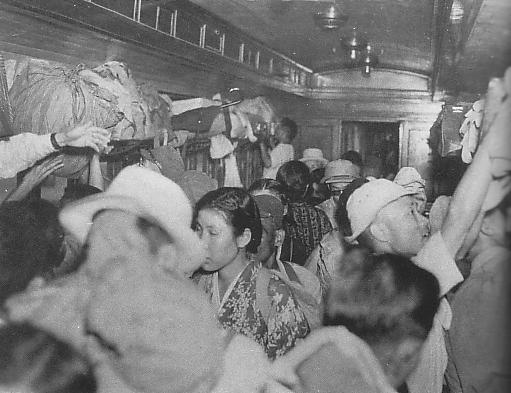
当時の列車の混雑（事件とは無関係）

1945年12月29日午後7時頃、新潟発大阪行の列車が国鉄信越本線黒井駅に到着した。3人組の朝鮮人が列車に乗車しようとしたが、満員のため乗車することができなかった。そこで彼らは列車の窓ガラスを叩き割り無理やり乗車しようとしたところ、ある男性の乗客（当時29歳のセールスマン）に阻まれたため、やむを得ずデッキにぶら下がり次の直江津駅まで行く破目になった。
列車が直江津駅に到着すると、3人組は自分たちを阻んだ男性に対して、「乗降口から乗れないので仕方なくガラスを壊して乗ろうとしたのに何故妨害した」と詰め寄った。男性に「窓から乗り込むという方法はない」と反論されたため、その男性を直江津駅のプラットホームに引きずり降ろし、駅の備品であるパイプやスコップを持ち出して男性に襲い掛かり、滅多打ちにした。男性は頭や左眼などに十数か所の傷を負い、死亡した。
警察が緊急配備したところ、直江津の病院で傷の手当てをしていた3人組を突き止めた。3人は容疑を認めたため、殺人犯として緊急逮捕された。

## 犯人
犯人は3人とも朝鮮人で、戦時中は工場に勤務していたが、終戦後は闇米ブローカーに転身した。事件当日も農家から米を買い集め大阪方面に売りに行く途中であった。

## その後の顛末
犯人の朝鮮人3人は殺人の容疑で検事局に送られたが、まもなく逃走し行方知れずになったため、司法で裁かれることはなかった。

## 時代背景
このような事件が起きたのは、当時の特殊な時代背景による。連合国最高司令官総司令部（GHQ）の担当官として終戦直後の日本に駐留し、後にハーバード大学教授となったエドワード・ワグナー（朝鮮史）は、『日本における朝鮮少数民族』（原著1951年）という論文で次のように記している。
『戦後の日本においては、朝鮮人少数民族は、いつも刺戟的な勢力であった。数においては大いに減ったものの、朝鮮人は、依然として実に口喧しい、感情的・徒党的集団である。かれらは絶対に敗戦者の日本人には加担しようとせず、かえって戦勝国民の仲間入りをしようとした。朝鮮人は、一般に、日本の法律はかれらに適用され得ないものとし、アメリカ占領軍の指令も同じようにほとんど意に介しなかった。そのため、国内に非常な混乱をおこした。』
当時は、一部の在日朝鮮人は「第三国人（準戦勝国民）」を自称し、あるいは「朝鮮進駐軍」を名乗り、各地で不法占拠、闇市掌握、暴動、警察署などへの襲撃事件（生田警察署襲撃事件、富坂警察署襲撃事件、長崎警察署襲撃事件、富山駅前派出所襲撃事件、坂町事件、新潟日報社襲撃事件、尾花沢派出所襲撃事件などなど）を繰り返し、社会問題となっていた。駅や車内における秩序も崩壊状態にあり、少林寺拳法創設者・宗道臣も、自著「秘伝少林寺拳法（光文社　1983年）」において以下のように述懐している。
『大きな駅に着いた時、大変なことが始まった。第三国の連盟の腕章を巻いた、あまり風体のよくない若者が、窓から無理やりに乗り込んできた。周囲の人たちを押し退け、突き飛ばして場所をとり、氷が溶けて水の流れ出る臭い魚の箱をたくさん積み込んだのである。総勢七人のその連中はまったく言語道断で、座っている者を追い立てて、全員が座り込んだ。
（中略）
それから少しして連中の一人が、「さあ、寝るとしようか」と言って立ち上がった。どうするのか見ていると、網棚の上の荷物を払い落とし始めた。棚の上に寝るつもりである。立っている人間の方を踏み台にして、棚に這い上がったその男は、まだ場所が十分でないのか、足元の荷物を蹴り落とした。ところがその荷物が運悪く、子どもを抱いていた婦人の上に落ち、子どもに当たったので、火のついたように泣きだしてしまった。それまで辛抱に辛抱を重ねていた私は、とうとう我慢できなくなり、つい無意識のうちに「無茶をするな」と大声で怒鳴ってしまった。』
不可解な動機に見える「直江津駅リンチ殺人事件」も、このような特殊な時代背景から起きた事件である。

## 脚註
1. ↑  ここでは本籍地が朝鮮にある日本国籍保有者を指す。当時は敗戦に伴う日本による朝鮮統治の終了直後で混乱しており、犯人3人が朝鮮民族であったか、日本からの移住者を出自としたかは不明である。
2. ↑  鄭 大均　「韓国のイメージ　戦後日本人の隣国観」中公新書　1995年　63~97p>